# Springeratus
Springeratus is een geslacht van straalvinnige vissen uit de familie van beschubde slijmvissen (Clinidae).

## Soorten
- Springeratus caledonicus (Sauvage, 1874)
- Springeratus polyporatus Fraser, 1972
- Springeratus xanthosoma (Bleeker, 1857)